# Callionymus oxycephalus
Callionymus oxycephalus is een straalvinnige vissensoort uit de familie van pitvissen (Callionymidae). De wetenschappelijke naam van de soort is voor het eerst geldig gepubliceerd in 1980 door Fricke.